# Онсонілья
Онсонілья (ісп. Onzonilla) — муніципалітет в Іспанії, у складі автономної спільноти Кастилія-і-Леон, у провінції Леон. Населення — 1749 осіб (2010).
Муніципалітет розташований на відстані близько 280 км на північний захід від Мадрида, 9 км на південь від Леона.
На території муніципалітету розташовані такі населені пункти: (дані про населення за 2010 рік)
- Антіміо-де-Абахо: 50 осіб
- Онсонілья: 441 особа
- Сотіко: 20 осіб
- Торнерос-дель-Бернесга: 289 осіб
- Вілеча: 813 осіб
- Вілорія-де-ла-Хурісдіксьйон: 136 осіб

## Демографія
Динаміка населення (INE ):